# Дегаев, Сергей Петрович
Серге́й Петро́вич Дега́ев (26 сентября [8 октября] 1857, Москва, Российская империя— 26 января 1921 Брин-Мар, Пенсильвания США), в эмиграции Александр Пелл (англ. Alexander Pell) — русский революционер, народник, руководитель Центральной группы партии «Народная воля», агент Охранного отделения и убийца инспектора Георгия Судейкина, профессор математики. Эмигрировав в США, Дегаев взял имя Александр Пелл и стал  математиком, основателем инженерной школы Университета Южной Дакоты. В его честь названа Стипендия доктора Александра Пелла.

## Биография
Родился в Москве 26 сентября (8 октября) 1857 года в семье Петра Ивановича Дегаева (1815 — ок. 1872). Отец рано умер, и детей (Сергея, Наталью, Елизавету и Владимира) вырастила мать — Наталья Николаевна, дочь Н. А. Полевого. В 1866 году поступил во 2-й Московский кадетский корпус, откуда перевёлся в Михайловское артиллерийское училище. После окончания училища был направлен для службы в Кронштадтскую крепостную артиллерию, где прослужил два года. Поступил в Михайловскую артиллерийскую академию, но был исключён в 1879 году как политически неблагонадёжный и вышел в отставку в чине штабс-капитана. В том же году поступил в Институт инженеров путей сообщения и одновременно устроился на работу конторщиком в правлении железной дороги, где проработал до вынужденной эмиграции в декабре 1883 года.
В 1880 году мать с дочерьми переехала из Москвы в Санкт-Петербург. В 1881 году он «по недостатку средств» был вынужден прекратить обучение в Институте инженеров путей сообщения.

### Политическая деятельность
С 1878 года был в революционном движении, участвовал в подкопе на Малой Садовой в Санкт-Петербурге. В 1882 году (по личному утверждению Дегаева — только в 1883 году; по утверждению историка М. Л. Лурье, ещё в первый арест 1881 года после покушения на Александра II, и два года было внедрение) был завербован инспектором секретной полиции, подполковником Отдельного корпуса жандармов Г. П. Судейкиным; одновременно возглавил Центральную группу «Народной воли». Выдал царским властям многих народовольцев, в том числе Веру Николаевну Фигнер, фактически поспособствовав ликвидации «Народной воли» в 1880-е годы.
Был разоблачён народовольцами как провокатор в 1883 году. Спасая свою жизнь, выехал за рубеж, где руководству (Тихомирову и прочим) — объяснил, что он давно сотрудничал с Судейкиным, который якобы помогал «Народной воле» вести террористическую деятельность, чтобы ликвидировать и царскую семью, и правительство, и видных народовольцев, тем самым став на пару властителями всей России. Условием прощения для Дегаева стала организация у него на квартире (Невский проспект, д. 93, кв. 13) убийства его куратора Г. П. Судейкина; в помощь (и для контроля) Дегаеву придавались два боевика-народовольца — Василий Конашевич и Николай Стародворский. Судейкин пришёл на конспиративную квартиру со своим племянником в качестве охранника, тоже жандармским офицером, Николаем Судовским (последний выжил в ходе акции). Дегаев преждевременно выстрелил в Судейкина, но лишь ранил его, после чего Судейкин закрылся в туалете. Пока боевики разбирались с Судейкиным и его племянником, добивая их ломами, Дегаев с места преступления скрылся, ожидая, что товарищи убьют и его. Но позднее, всё-таки явился к ним на партийный суд в Париже, где его помилование партией было подтверждено, но с условием навсегда покинуть Российскую империю. Тихомиров проследил, чтобы он купил билет и сел на пароход, идущий в Южную Америку. По-прежнему опасаясь мести, Дегаев покинул пароход в ближайшем порту в США и скрылся.

### В эмиграции
С 1883 года жил в Сент-Луисе (США) и работал менеджером на химической фабрике. Переезжая в США, Дегаев назвался Александром Полевым (в честь деда по матери или по её девичьей фамилии; для удобства произношения в американской среде — Александром Пеллом). В дальнейшем, при получении в 1891 году американского гражданства, это имя стало официальным. В том же году поступил слушателем на курс математики в университет Джорджа Вашингтона (Вашингтон, округ Колумбия).
С 1895 года — аспирант университета Джонса Хопкинса (Балтимор, Мэриленд). В 1897 году защитил диссертацию по дифференциальной геометрии и был приглашён преподавать математику в Университете Южной Дакоты (Вермилион, Южная Дакота), с 1901 года — декан инженерного колледжа этого университета. Иностранный член Казанского физико-математического общества.
В 1908—1913 годах — профессор математики в Институте Армора в Чикаго (ныне Иллинойсский технологический институт). Похоронен на баптистском кладбище в Брин-Маре.

## Семья
1-й брак (с 1881 г.) — Любовь Николаевна Дегаева (урожд. Иванова; Эмма Пелл; ум. в 1904).
2-й брак (с 1907 г.) — Анна Джонсон (Анна Пелл) (1883—1966) — дочь шведских эмигрантов, профессор и декан математического отделения женского колледжа в Брин-Маре (Пенсильвания). Создала фонд для выплаты стипендий имени Александра Пелла в Университете Южной Дакоты. Похоронена рядом с мужем на баптистском кладбище в Брин-Маре.
Сестры и брат:
- Дегаева Наталья Петровна (ок.1856—1914), в замуж. Маклецова[7]. В 1906 году опубликовала в журнале «Былое» воспоминания о брате.
- Дегаева Елизавета Петровна (ок. 1861—?)
- Дегаев Владимир Петрович (1864—?). Служил в артиллерии, был уволен в запас. Так же как и брат, участвовал в революционном движении. После ареста Владимира Дегаева  Г.П. Судейкин предложил ему сотрудничество, на которое тот (с одобрения членов «Народной воли») согласился. Но сотрудничество оказалось непродуктивным[8]. С декабря 1883 г. — в эмиграции в Европе и США. В эмиграции проживал под фамилией Полевой. В 1900 году — американский корреспондент газеты «Новое Время». В 1910-х гг. и в годы Первой мировой войны — секретарь российского консульства в Нью-Йорке.

## Память
Именная стипендия для студентов Университета Южной Дакоты имени Александра Пелла присваивается до сих пор.

## В художественной литературе
- Истории Дегаева посвящена пьеса Василия Шкваркина «В глухое царствование» («Предательство Дегаева»)
- История предательства Дегаева положена в основу романа Юрия Давыдова «Глухая пора листопада».
- История предательства Дегаева лежит в основе рассказа Артура Конан-Дойля «Пенсне в золотой оправе»[9]
- Дегаев упоминается в «Голубой книге» Михаила Зощенко, п.36.
- Упоминается в «Истории моего современника» Владимира Галактионовича Короленко, книга II, глава IIX.
- Распространено мнение, что двойная игра Дегаева и Судейкина легла в основу сюжета романа Бориса Акунина «Статский советник»[10].